# Bayes Business School

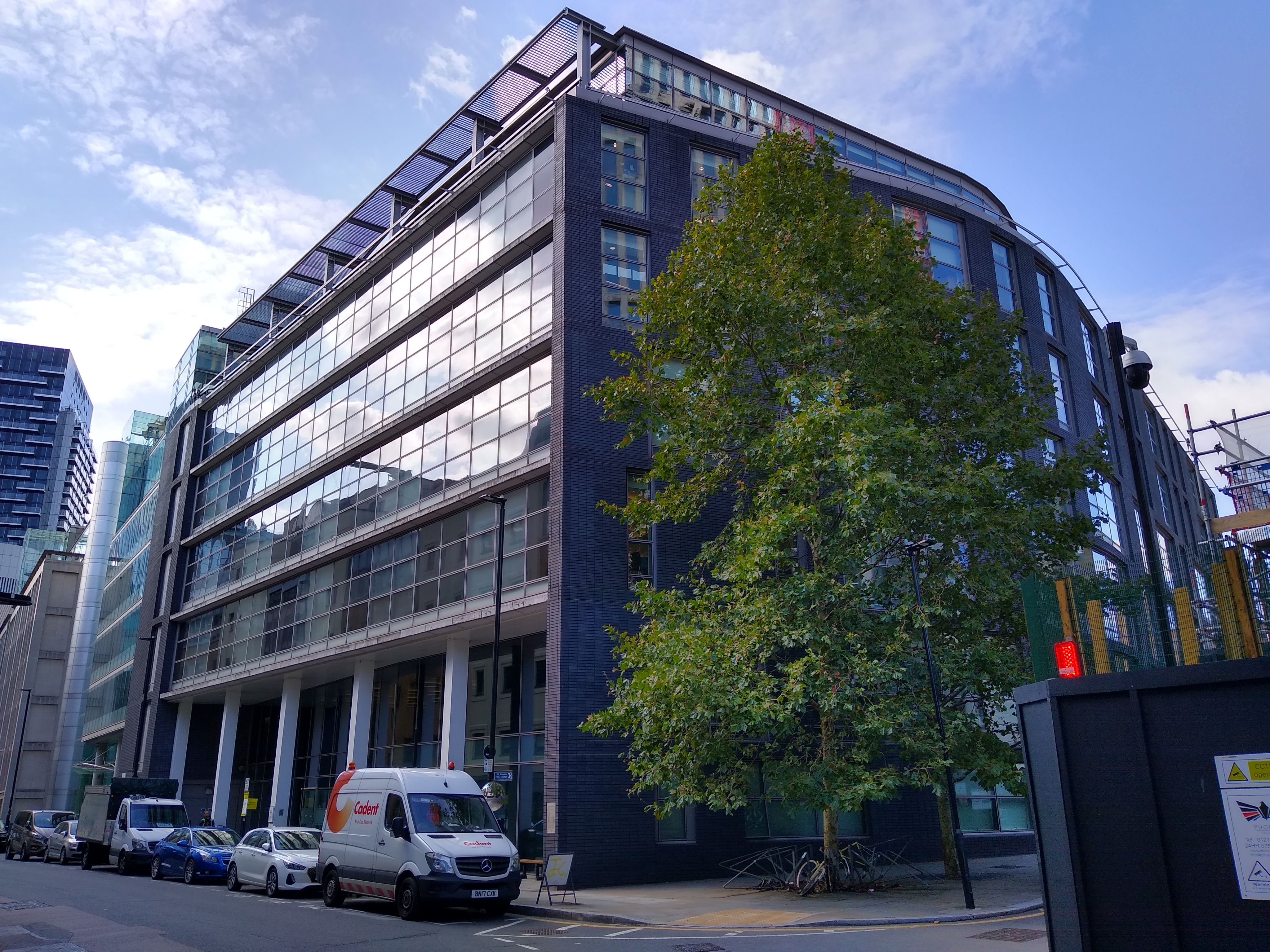

Bayes Business School (tidigare Cass Business School) är en av de främsta handelshögskolorna i Europa. Handelshögskolan grundades år 1966, som en del av City, University of London, och ligger i Moorgate i centrala London. Bayes Business School är uppdelad i tre fakulteter: Faculty of Actuarial Science and Insurance, Faculty of Finance och Faculty of Management. Utöver fakulteterna finns det 21 research centres som forskar inom specifika ämnen så som M&A, Asset Management och Emerging Markets. Bayes Business School är ackrediterad av EQUIS, AACSB och AMBA, och denna Triple Crown-ackreditering innehar enbart 70 handelshögskolor i världen vilket bekräftar skolans inflytelserika ställning där utbildning, forskning och samverkan håller hög kvalité i ett internationellt perspektiv.
Bayes Business School har årligen rankats topp 20 i Europa i Financial Times rankning av handelshögskolor, och som bäst har skolan rankats som den 6:e mest prestigefyllda sedan första utgivna rankningen år 2004. Forbes rankar skolans MBA som den 15:e främsta i världen år 2019. I Financial Times rankning "Top MBAs For Finance" rankas skolans MBA som den 22:a främsta i världen, och som den 5:e främsta i Europa 2019.. I QS Global 250 Business Schools Report 2017 rankas Bayes Business School i topp 20 i Europa.